# Laurens van der Post

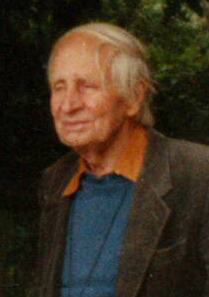
Laurens van der Post im Jahr 1994

Sir Laurens Jan van der Post CBE (* 13. Dezember 1906 in Philippolis, Südafrika; † 16. Dezember 1996 in London) war ein südafrikanisch-britischer Schriftsteller, der sich gegen die Apartheid engagierte.

## Leben

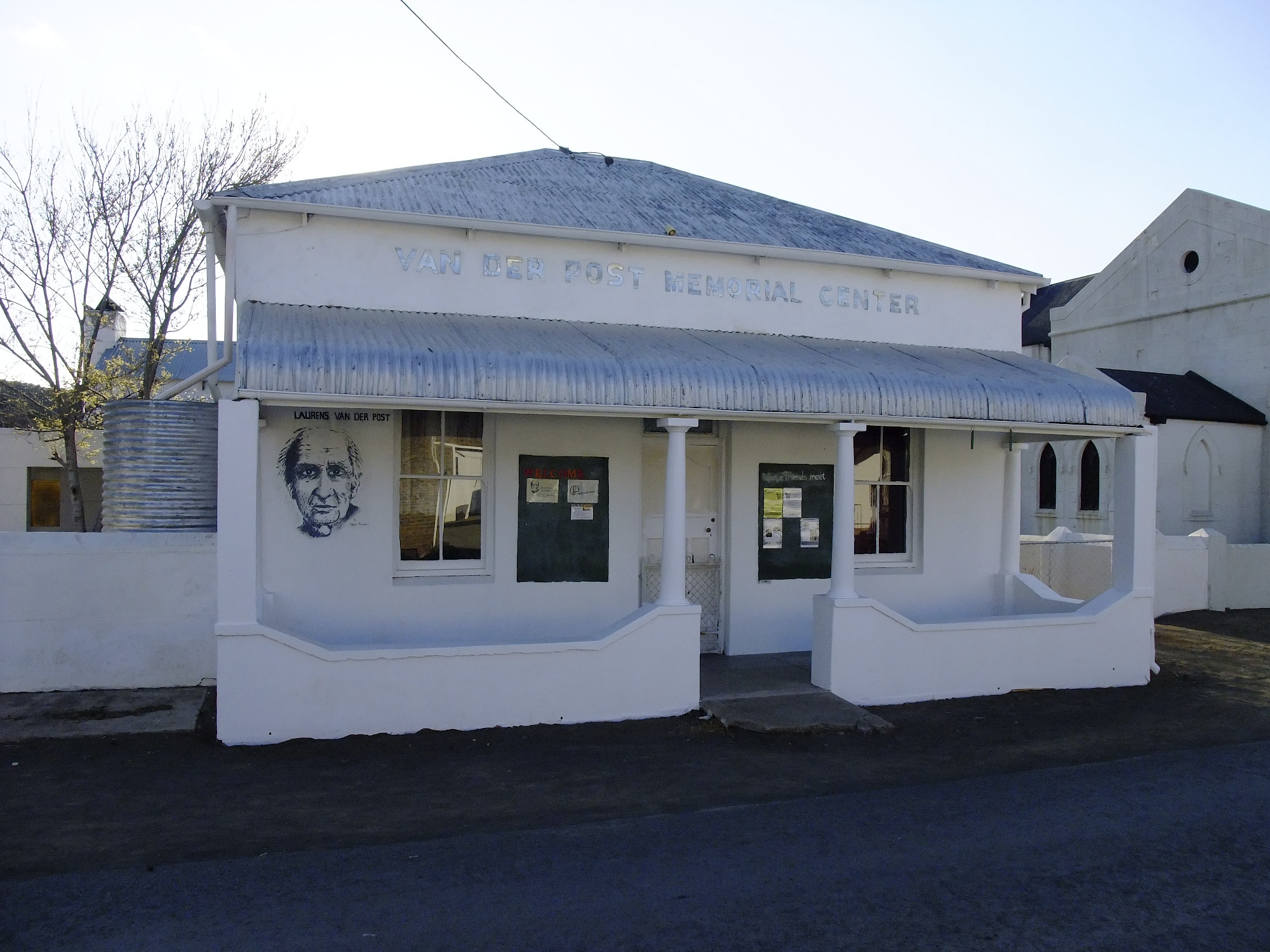
Laurens Jan van der Post Memorial Center in Philippolis, Südafrika

### 1906 bis 1939
Laurens van der Post wurde in der Kleinstadt Philippolis in der nach dem Zweiten Burenkrieg aus dem Oranje-Freistaat entstandenen britischen Oranjefluss-Kolonie im Gebiet des heutigen Südafrika geboren. Sein Vater, Christiaan Willem Hendrik van der Post (1856–1914), niederländischer Abstammung, war als dreijähriger Junge in Südafrika angekommen und heiratete 1889 die deutschstämmige Lammie. Die Familie hatte insgesamt 15 Kinder; Laurens war das dreizehnte, der fünfte Sohn. Christiaan van der Post war Rechtsanwalt und Politiker; er kämpfte im Zweiten Burenkrieg gegen die Briten. Nach dem Krieg ging er mit seiner Familie in die Kapprovinz nach Stellenbosch. Sie kehrte 1906 nach Philippolis zurück, wo Laurens geboren wurde.
Laurens van der Post verbrachte seine frühe Kindheit auf der Farm der Familie. Er las gern Bücher aus der umfangreichen Bibliothek seines Vaters, die auch Homer und Shakespeare umfasste. Im August 1914 starb sein Vater. 1918 bis 1924 ging van der Post im Grey College in Bloemfontein zur Schule. Dort war es ein großer Schock für ihn, „zu etwas erzogen zu werden, was den Sinn für alltägliche Menschlichkeit, welche ich mit den schwarzen Menschen teilte, zerstörte“.
1925 übernahm er seine erste Stelle als Reporter in Ausbildung bei „The Natal Advertiser“ in Durban. Seine Berichte schlossen seine eigenen Leistungen als Spieler in den Hockey-Mannschaften Durbans und Natals ein. 1926 veröffentlichten er und zwei andere aufrührerische Autoren, Roy Campbell und William Plomer, eine Satire-Zeitschrift mit dem Namen Voorslag (deutsch etwa: „Peitschenschlag“), die für mehr Rassenverflechtung in Südafrika warb; diese kam auf drei Ausgaben, bevor sie wegen ihrer radikalen Ansichten gezwungen wurde zuzumachen. Später in diesem Jahr fuhren er und Plomer auf einem japanischen Frachtschiff, der Canada Maru, nach Tokio und zurück, eine Erfahrung, die bei beiden Autoren in ihrem späteren Leben zu entsprechenden Büchern führte.
1927 begegnete van der Post Marjorie Edith Wendt († 1995), der Tochter des Gründers und Dirigenten des Kapstadt-Orchesters. Sie reisten zusammen nach England und heirateten am 8. März 1928 in Bridport, Dorset. Ein Sohn namens Jan Laurens (später als John bekannt) wurde bald darauf am 26. Dezember geboren. 1929 kehrte Laurens van der Post nach Südafrika zurück, um für die Cape Times, eine Zeitung in Kapstadt, zu arbeiten. „Während dieser Zeit lebten Marjorie und ich in der schlimmsten Armut, die es gibt,“ schrieb er in sein Tagebuch. Er begann, sich den aufrührerischen Künstlern und Gebildeten anzuschließen, die sich gegen den Premierminister James Hertzog und die weiß-südafrikanische Politik wendeten. Er schrieb den Artikel South Africa in the Melting Pot („Südafrika im Schmelztiegel“), in dem er seine Ansichten zur südafrikanischen Rassenproblematik klarstellte. Er sagte: „Die weißen Südafrikaner haben bis heute niemals bewusst geglaubt, dass die Eingeborenen ihnen jemals gleichkommen sollten.“ Aber er sagte voraus, „der Prozess der Gleichstellung und der Vermischung muss sich fortwährend beschleunigen … die zukünftige Zivilisation Südafrikas ist, glaube ich, weder schwarz noch weiß, sondern braun.“
Im Jahr 1931 kehrte er nach England zurück und schloss Freundschaft mit Mitgliedern der Bloomsbury Group wie John Maynard Keynes, E. M. Forster und Virginia Woolf.

### 1939 bis 1996
Im Zweiten Weltkrieg war van der Post im Dienste der britischen Armee in Abessinien, Nordafrika und Indonesien tätig. In Indonesien geriet er für vier Jahre in Kriegsgefangenschaft der japanischen Armee. Danach nahm er an mehreren Expeditionen in seinerzeit den Weißen noch unbekannte Gebiete Afrikas teil, unter anderem in die Kalahari, um die Kultur der San zu erforschen.
In den frühen 1950er Jahren, als er 46 Jahre alt war, vergewaltigte van der Post eine zu jener Zeit 14-jährige Tochter einer südafrikanischen Winzerfamilie, die ihm während einer Seereise anvertraut worden war. Sie wurde schwanger, und obwohl er ihr ein kleines Stipendium schickte, gab er die aus der Kindesvergewaltigung geborene Tochter nie öffentlich zu.
1980 wurde er als Knight Bachelor („Sir“) in den britischen Adel erhoben. 1982 wurde er 75-jährig auf Wunsch von Prinz Charles Taufpate von Prinz William. 1996 wurde er zum Commander des Order of the British Empire ernannt. Im gleichen Jahr verstarb Laurens van der Post in London.

## Rezeption
Nach seinem Tod stellten mehrere Autoren die Richtigkeit von van der Posts Behauptungen über sein Leben und seinen Ruf als „moderner Weiser“ und „Guru“ in Frage. Journalisten veröffentlichten in seinen Memoiren und Reisebüchern Beispiele dafür, wie van der Post die Wahrheit ausschmückte. Der Schriftsteller JDF Jones behauptete in seiner autorisierten Biografie Teller of Many Tales: The Lives of Laurens van der Post, dass van der Post „ein Betrüger, ein Fantast, ein Lügner, ein Serien-Ehebrecher und ein Paternalist“ sei. So habe er seine Armee-Aufzeichnung gefälscht und seine eigene Bedeutung bei jeder möglichen Gelegenheit überhöht. Sein Freund und ODNB-Biograph Christopher Booker versuchte die Anschuldigungen zu entkräften.

## Verfilmungen
- 1982: Furyo – Merry Christmas, Mr. Lawrence
- 1993: Die Spur des Windes – Das letzte große Abenteuer

### Deutsch
- Bücher des Autors Laurens van der Post mit Kurzbeschreibung (Afrikaroman Literaturportal)
- Literatur von und über Laurens van der Post im Katalog der Deutschen Nationalbibliothek
- «Vorstösse ins Innere: Zum 100. Geburtstag des grossen Erzählers Laurens van der Post.» Neue Zürcher Zeitung 9. Dezember 2006 (enthält Lebenslauf in Stichpunkten)
- «Mythisches Feuer: Laurens van der Post und C. G. Jung». Neue Zürcher Zeitung 9. Dezember 2006

### Englisch
- Published Works by Sir Laurens van der Post

- Sir Laurens van der Post
- Contemporary Africa Database: Laurens van der Post (Memento vom 14. Februar 2007 im Internet Archive)
- Alle Werke des Autors
- Fotos des Autors aus der National Portrait Gallery.